# تاریخ یهودیان در یمن
تاریخ یهودیان در یمن به زمان‌های بسیار قدیم بازمیگردد. بیشتر یهودیان یمن بعد از تشکیل کشور اسرائیل در سالهای ۱۹۴۹ و ۱۹۵۰ توسط عملیات فرش جادویی به اسرائیل منتقل شدند. امروزه در یمن تنها چندین یهودی وجود دارد که بسیار سالخورده هستند. نحوه انجام مراسم دینی در بین یهودیان یمنی با یهودیان اشکنازی، میزراهی و سفاردی متفاوت است.

## تاریخ قدیم
افسانه‌های زیادی در مورد نحوه حضور اولیه یهودیان در یمن وجود دارد. بر اساس بعضی داستان‌ها سلیمان تعدادی یهودی را به یمن فرستاد تا از آنجا طلا و نقره برای معبد تهیه کنند. بر اساس بعضی داستان‌های دیگر یهودیان برای اولین بار در سال ۱۴۵۱ قبل از میلاد در یمن ساکن شدند. بعضی افسانه‌های دیگر اشاره می‌کند که مردم یمن بعد از اینکه ملکه صبا با سلیمان ملاقات کرد یهودی شدند. یهودیان یمن خود اعتقاد دارند که اجدادشان ۴۲ سال قبل از نابودی معبد اول به یمن مهاجرت کردند. آن‌ها می‌گویند که در زمان ارمیای نبی ۷۵۰۰۰ یهودی به همراه کاهنین و لویها به یمن مهاجرت کردند. داستان دیگری اشاره می‌کند که وقتی عزرا یهودیان را برای بازگشت به اورشلیم جمع میکرد یهودیان یمن از بازگشت سرباز زدند و او آن‌ها را بازگشت منع کرد. به دلیل این مسائل گفته می‌شود که یهودیان یمن هیچگاه نام عزرا را برای فرزندان خود انتخاب نمی‌کنند. بر اساس نظرهای تاریخی اولین حضور یهودیان در یمن به زمان پادشاهی حمیر باز میگردد. یهودیان در تجارت ادویه و عود بین خاوردور، هند و آفریقا نقش داشتند. در ۵۱۶ جنگ‌های داخلی درگفت و یوسف ذونواس به قدرت رسید.یوسف ذونواس مسیحیان بسیاری را به قتل رساند. داستان کشتن مسیحیان توسط وی در قرآن ذکر شده‌است و مورد مذمت قرار گرفته‌است. بعد از رسیدن خبر کشتار مسیحیان به جاستینین یکم او نیروهای خود را به یمن فرستاد و یوسف ذونواس در سال ۵۲۵ میلادی به قتل رسید.

## روابط مسلمانان و یهودیان
یهودیان به عنوان اهل کتاب دارای شرایط محافظت شده بودند و تنها نیازمند پرداخت مالیات جزیه بودند. ولیکن بعد از به قدرت رسیدن زیدیان که شیعه بودند وضعیت یهودیان بد شد. زیدیان مانند صفویان یهودیان را نجس میدانستند و جلوی هر نوع ارتباطی بین آنان و مسلمانان را میگرفتند. زیدیان قوانین بسیار زیادی علیه یهودیان وضع کردند که بیشتر این قوانین مشابه قوانین ضد یهودی صفویان بود. بعد از به قدرت رسیدن رسولیان در سال ۱۲۲۹ میلادی و پایان کار زیدیان وضعیت یهودیان بهتر شد. در سال ۱۵۴۷ میلادی امپراطوری عثمانی حکومت یمن را به دست آورد. از این زمان یهودیان یمن با سایر یهودیان و به خصوص یهودیان کابالایی در شهر صفد ارتباط برقرار کردند. بعد از اینکه حکومت عثمانی در یمن در سال ۱۶۳۰ به پایان رسید یهودیان به صورت دسته جمعی اخراج شدند. بسیاری خانه‌های آنان تخریب شد و اموال آنان ضبط گردید. ولیکن بعد از یکسال به دلیل مسائل اقتصادی اجازه بازگشت به یهودیان داده شد. یهودیان یمن دارای تخصص در تجارتهای زیادی بودند که معمولاً توسط زیدیان دانسته نشده بود. شغل‌هایی نظیر نقره کاری، آهنگری، تعمیر ابزار و آلات جنگ، بافندگی، کوزه‌گری، سنگبری، نجاری، کفاشی و خیاطی شغل‌هایی بودند که به صورت کامل در دست یهودیان بودند. این تقسیم شغل‌ها یک رابطه اقتصادی بین یهودیان و مسلمانان ایجاد کرد. مسلمانان بیشتر به تهیه و پخش غذا اشتغال داشتند و یهودیان بیشتر شغل‌هایی برای تأمین نیاز و ابزار کشاورزان داشتند. در قرن ۱۸ با روی کار آمدن امامیان زندگی یهودیان به شدت بهبود یافت. آن‌ها حتی در دولت قدرت زیادی کسب کرده و یکی از آن‌ها به نام ربی شلوم بن اهارون مسئول خزانه داری شد. در سال ۱۸۷۲ امپراطوری عثمانی مجدداً یمن را تحت کنترل گرفت. یهودیان تحت نظر عثمانی قدرت گرفتند و اجازه یافتند با سایر یهودیان ارتباط برقرار کنند.

## مهاجرت به اسرائیل

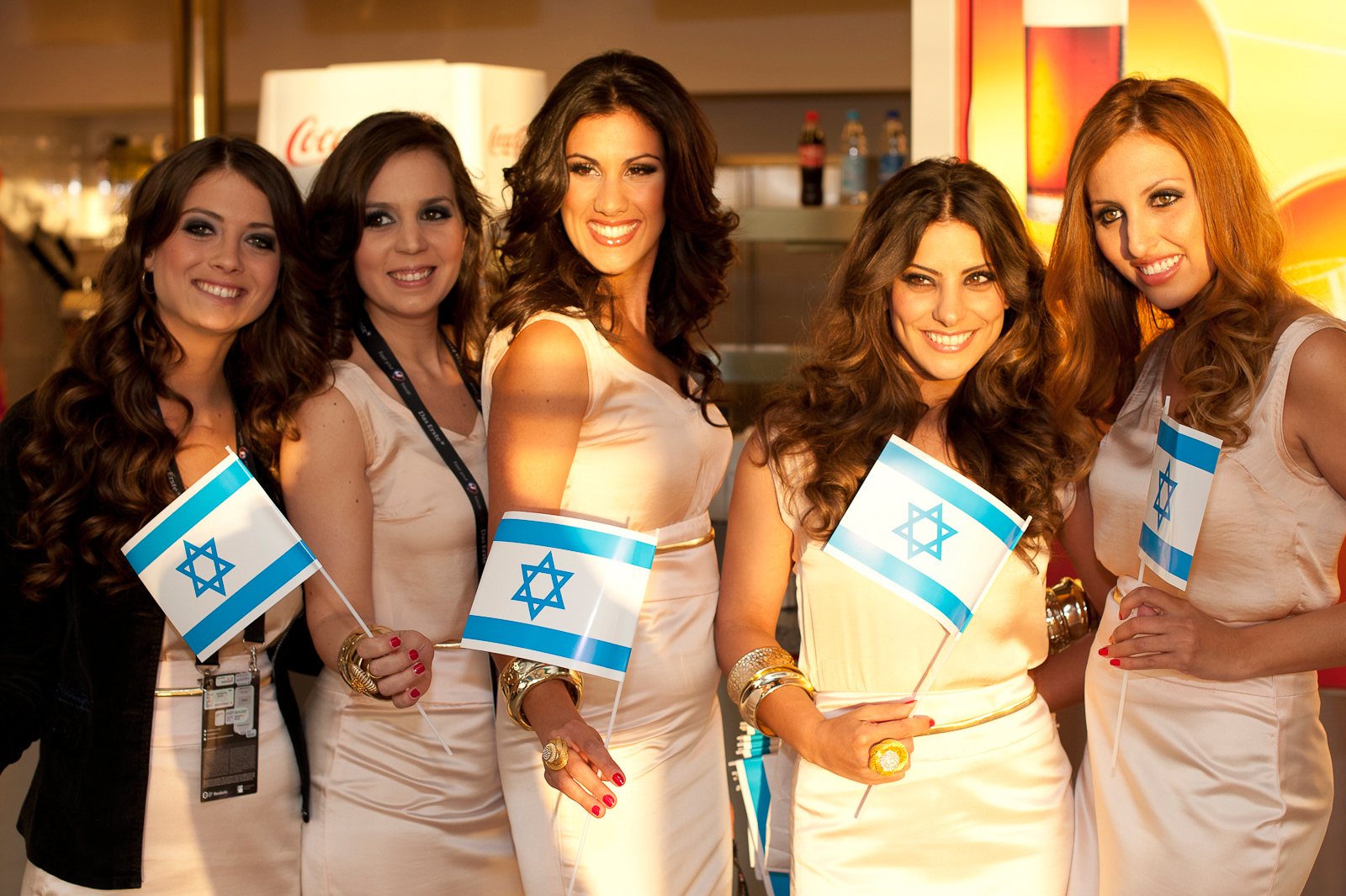
دانا اینترنشنال از یهودیان یمنی در اورشلیم

مهاجرت یهودیان به اسرائیل از سال ۱۸۸۱ شروع شد و تا سال ۱۹۱۴ بدون وقفه ادامه یافت. در این زمان ۱۰ درصد یهودیان یمن از این کشور خارج شدند. بعد از تشکیل کشور اسرائیل بیشتر یهودیان از یمن به اسرائیل مهاجرت کردند. اسرائیل عملیات فرش جادویی را برای انتقال بیشتر این یهودیان انجام داد. در این زمان حدود ۵۰۰۰۰ یهودی به اسرائیل رفتند. امروزه بیشتر یهودیان یمنی در اسرائیل زندگی می‌کنند.